# Cantonul Marmande-Ouest
Cantonul Marmande-Ouest este un canton din arondismentul Marmande, departamentul Lot-et-Garonne, regiunea Aquitania, Franța.

## Comune
- Beaupuy
- Marmande (parțial, reședință)
- Mauvezin-sur-Gupie
- Sainte-Bazeille
- Saint-Martin-Petit